# Pop Will Eat Itself
Pop Will Eat Itself (PWEI) je anglická hudební skupina.

## Historie
Skupinu založili v roce 1986 v Stourbridge Clint Mansell, Adam Mole, Graham Crabb a Richard March, jejími předchůdci byli From Eden a Wild and Wandering. Prvním úspěšným singlem byl „Poppies Say Grrr!“. Své skladby členové podepisovali společným pseudonymem Vestan Pance.
PWEI byli průkopníky stylu, který nazvali grebo a který propojoval alternativní rock s industriální hudbou a elektronickou taneční hudbou. V roce 1996 se skupina rozpadla a Clint Mansell se vydal na kariéru skladatele filmové hudby. PWEI v pozměněném složení obnovili činnost v roce 2005 a od roku 2011 opět pravidelně vystupují a nahrávají.
Skupina spolupracovala s firmami Interscope Records a Nothing Records.

## Sestava
- Graham Crabb (zpěv)
- Mary Byker (zpěv)
- Davey Bennett (kytary)
- Richard March (kytary)
- Adam Mole (kytary)
- Fuzz Townshend (bicí)

## Diskografie
- 1987 Box Frenzy
- 1989 This Is the Day...This Is the Hour...This Is This!
- 1990 Cure for Sanity
- 1992 The Looks or the Lifestyle?
- 1994 Dos Dedos Mis Amigos
- 2011 New Noise Designed by a Sadist
- 2015 Anti-Nasty League